# Marlyne Barrett
Marlyne Nayokah Barrett (nata Afflack; Queens, 13 settembre 1978) è un'attrice statunitense.

## Biografia
Nel 1999, dopo vari provini, esordisce con il cortometraggio Angelique nel ruolo della protagonista. Nel 2001 debutta sul grande schermo con il film Identità ad alto rischio. Dal 2006 al 2008 interpreta Nerese Campbell nella serie televisiva The Wire. Dal 2015 partecipa alla serie TV Chicago Med , nel ruolo di Maggie Lockwood Nel 2007 ha partecipato al film Damages con la regia di Allen Coulter, e lavorando con Mario Van Peebles, Todd A. Kessler e Matthew Penn, interpretando la parte di Felicia Marquand.
Marlyne ha studiato come infermiera per seguire le orme della professione di famiglia, ma dopo il diploma ha deciso di seguire la sua passione per la recitazione. Si è dunque laureata presso la scuola drammaturgica Stella Adler Conservatory of Acting, e ha iniziato la sua carriera da attrice a New York City lavorando per il cinema e per la televisione. Il suo primo lavoro fu per ABC e poi per la serie statunitense Law and Order. Nel 2008, durante delle sessioni terapeutiche, Marlyne ha subito un'aggressione sessuale. Per superare questo trauma ha seguito un percorso psicologico, e si è appassionata al tema della crescita spirituale. Ogni giorno si dedica alla preghiera e alla meditazione prima di iniziare le riprese sul set. Ama la musica, il ballo e i viaggi all'estero, ha una fitness routine ben precisa che comprende il pilates, sport che ha dovuto intraprendere dopo essersi ammalata di polmonite. A darle la fama è il ruolo di Maggie Lockwood in Chicago Med, un'infermiera capace e dedita al lavoro ma poco attenta alle relazioni umane. Dal 2009 è sposata con Gavin Barrett.
Da sempre coltiva l'ambizione di lavorare non solo nella recitazione, ma anche nella scrittura, nella produzione e nella direzione cinematografica e sta lavorando al suo primo progetto in solitaria. L'attrice è anche ambassador di La Sortie/The Way Out Organization, che si occupa di fornire assistenza alle donne vittime di violenza sessuale, e di salvare giovani donne dal traffico del sesso e riabilitarle nella società.

## Filmografia

### Cinema
- Identità ad alto rischio, regia di Marc S. Grenier (2001)
- Hitch - Lui sì che capisce le donne, regia di Andy Tennan (2005)
- Off the Black - Gioco forzato, regia di James Ponsoldt (2006)

- After Everything, diretto da Hannah Paula Marks (2018)

### Televisione
- The Growing Pains Movie - film TV (2000)
- Law & Order - Il verdetto - serie TV, episodio 1x06 (2005)
- The good wife - serie TV, episodio 1x10 (2010)

- American crime - serie TV, episodi 1x01 e 1x02
- Chicago Med - serie TV (2015-in corso)
- Chicago Fire - serie TV, 2 episodi (2016)
- Chicago P.D. - serie TV, 9 episodi (2017-2018)
- Damages - serie TV, 10 episodi (2017-2019)

### Cortometraggi
- Angelique (1999)

## Doppiatrici italiane
- Alessandra Cassioli in Chicago Med, Chicago PD, Chicago Fire
- Irene Di Valmo in Damages